# 东蒲洼街道
东蒲洼街道，是中华人民共和国天津市武清区下辖的一个乡镇级行政单位。
2020年7月，全国爱卫会命名东蒲洼街道为2017-2019周期国家卫生乡镇。

## 行政区划
东蒲洼街道下辖以下地区：
颐安西社区、亨通花园西社区、亨通花园东区南里社区、亨通花园东区北里社区、翠景园社区、北岸尚城社区、翠亨西社区、和悦花园社区、上河雅苑第一社区、上河雅苑第二社区、上河雅苑第三社区、蒲瑞祥园东社区、蒲瑞祥园中社区、蒲瑞祥园西社区、蒲瑞馨园东区北里社区、蒲瑞馨园东区南里社区、蒲瑞馨园西社区、蒲瑞和园社区、盛世家园社区、海棠湾社区、枫丹天城社区、盛世睿园社区、熙和园社区、尚悦居社区、华景庭苑社区、玉锦园社区、奥来花园社区、金祥园社区和学知华庭社区。